# Иванов, Максим Геннадьевич
Макси́м (Макс) Генна́дьевич Ива́нов (5 апреля 1974, Киров) — бессменный лидер, автор песен группы «Торба-на-Круче».

## Биография
Родился в семье актёров. Отец — Геннадий Иванов (заслуженный артист РФ, актёр Театра на Спасской), мать — Антонина Иванова (актриса Театра на Спасской). С 4-летнего возраста играл небольшие роли в «Театре на Спасской». После 10 класса планировал поступать в театральное училище, уже играл в рок-группе. В результате поступил в музыкальное училище Кирова на струнное отделение (альт). Проучился там 4 года (не доучился). В 1991—1992 году пел в церковном хоре Серафимовского собора, затем в хоре Успенского собора. В 1994—1995 годах служил в армии музыкантом в оркестре. Службу проходил в военной части в городе Чайковский. В 1996 году поступил в консерваторию в Петербурге по классу альта, окончил её в 2001 году.
С 1998 года пишет тексты, является вокалистом и музыкантом группы «Торба-на-Круче». Помимо этого выступает сольно и на квартирниках и записывает сольные альбомы.

## Дискография
- 1996 — «Сны корабелов»
- 2004 — «Акустика 1»
- 2011 — «Акустика 2. Маяки»
- 2017 — «Жизнь на пленке»
- 2022 — «Торба со сказками»
- 2024 — «Дневники капитанов» (с «Торба-на-Круче»)

## Литературное творчество
В ноябре 2005 года «Торба-на-Круче» праздновала своё семилетие, к этой дате небольшим тиражом Иванов выпустил книгу «Торба со сказками». По его словам, эти сказки были написаны ещё в возрасте 17-19 лет, во время учёбы в Кирове. Пара сказок, написанных тогда, потерялись.
В 2016 году сказки были переизданы в аудиоварианте в рамках проекта «ИвАново Детство».

## Личная жизнь
Женат. Есть дочь Марья (родилась 17 января 2006 года, мать Елена Татаринова). Дочери посвящена песня «Марьюшка», входящая в альбом «Так не бывает» (но любимой песней дочери является песня «Фонарик»). 5 июля 2016 года родился сын Галактион. Матерью является менеджер группы «Торба-на-Круче» Елизавета Яковлева (псевдоним Уточкина).